# Anglicanorum coetibus
Die Apostolische Konstitution Anglicanorum coetibus (deutsch Gruppen von Anglikanern) ist ein am 9. November 2009 vom Heiligen Stuhl in lateinischer, englischer und italienischer Sprache veröffentlichtes Schreiben Papst Benedikts XVI., das die Einrichtung von Personalordinariaten für zur katholischen Kirche übertretende Anglikaner regelt. Zugleich wurden 14 Artikel veröffentlicht, die ergänzende Normen zur Konstitution enthalten. Die Dokumente lösten die in den USA seit 1980 geltende Pastoral Provision ab.

## Inhalt
Die Konstitution gliedert sich in einen Teil, der die Begründung für ihren Erlass enthält, und einen Teil, der die Normen enthält, die für die anglikanischen Personalordinariate gelten sollen. Dieser Teil besteht aus 13 Punkten.

### Grundlegende Normen
Kapitel I enthält Bestimmungen über die Errichtung von katholischen Personalordinariaten für jene Anglikaner, die die volle Gemeinschaft mit der katholischen Kirche aufnehmen wollen. Die der Glaubenskongregation unterstehenden Ordinariate treten neben die existierenden, aber territorial umschriebenen römisch-katholischen Bistümer. Sie sind also nicht Teil eines Bistums, sondern rechtlich selbstständige Teilkirchen. Auf jedem Gebiet einer Bischofskonferenz können ein oder mehrere Ordinariate errichtet werden. Die Ordinariate besitzen Rechtspersönlichkeit und sind in ihrer Verfassung vergleichbar mit einem gewöhnlichen Bistum.
Jedes Ordinariat besteht aus den bisher zur Anglikanischen Gemeinschaft gehörenden Laien, Klerikern und Mitgliedern der Orden und Gesellschaften Apostolischen Lebens, die nun in voller Gemeinschaft mit der katholischen Kirche sein wollen, sowie jenen, die innerhalb dieser Ordinariate die Initiationssakramente (also Taufe, Firmung und Kommunion) empfangen haben.
Grundlage für die Aufnahme ist das Bekenntnis des Glaubens, wie er im Katechismus der katholischen Kirche beschrieben wird.

### Gottesdienst
Die Ordinariate können eigene liturgische Bücher aus der anglikanischen Tradition benutzen, die vom Heiligen Stuhl approbiert worden sind, und nach ihnen Eucharistie, die anderen Sakramente und das Stundengebet feiern. Die Zelebration des Römischen Ritus ist nicht ausgeschlossen (Abschnitt III AC).

### Leitung der Ordinariate
Die Ordinariate werden gemäß den Vorschriften des katholischen Kirchenrechts und der Apostolischen Konstitution Anglicanorum Coetibus selbst geführt und unterstehen der Glaubenskongregation und den anderen römischen Kongregationen gemäß deren Kompetenzbereichen (Abschnitt II).
Jedem Ordinariat steht ein vom Papst ernannter Ordinarius als zuständiger Hirte vor. Dieser muss Bischof oder Priester sein und hat ordentliche Jurisdiktion, die er in Stellvertretung des Papstes (vicarious) ausübt und die sich allein auf die jeweiligen Angehörigen des Ordinariats beschränkt. Falls nötig, übt er seine Gewalt gemeinsam mit dem Diözesanbischof aus, auf dessen Gebiet sich sein Ordinariat erstreckt. Er ist Mitglied der jeweiligen Bischofskonferenz und deren Weisungen unterworfen (Artikel 2 der Ergänzenden Normen).
Der Ordinarius wird bei der Leitungsaufgabe von einem Governing Council unterstützt, dessen Statuten vom Ordinarius mit Zustimmung Roms in Kraft gesetzt werden. Das Governing Council tagt unter Vorsitz des Ordinarius und besteht aus mindestens sechs Priestern. Es übt die Kompetenzen des im kirchlichen Recht vorgesehenen Priesterrats und des Diözesankonsultorenkollegiums aus. Das bedeutet, dass das Governing Council im Falle der Sedisvakanz das Ordinariat leitet bzw. einen Administrator wählt, der das Ordinariat für die Zeit der Vakanz leitet. Außerdem nimmt es an der Bestellung eines neuen Ordinarius insoweit teil, als es dem Apostolischen Stuhl eine Dreierliste (Terna) mit Kandidaten übersendet (Art. 4 § 1 der Ergänzenden Normen).

### Bestimmungen hinsichtlich des Klerus

#### Zugang zu den heiligen Weihen
Alle anglikanischen Diakone, Priester und Bischöfe, die nicht mit einer rechtlichen Irregularität oder anderen Hindernissen belegt sind, können vom Ordinarius als Kandidaten für den Empfang der Weihen zugelassen werden.
Im Fall der Weihe von bereits verheirateten ehemals anglikanischen Klerikern gelten die im Schreiben Sacerdotalis Caelibatus und der Erklärung In June (Erklärung der Glaubenskongregation vom 1. April 1981) festgelegten Normen. Sollen andere verheiratete Männer die Priesterweihe empfangen, so ist vom Ordinarius ein entsprechender Antrag beim Apostolischen Stuhl einzureichen (Art. 6 § 1 der Ergänzenden Normen). Die Bischofsweihe von Verheirateten ist ausgeschlossen.
Nichtverheiratete Kandidaten müssen das Zölibatsversprechen leisten (Abschnitt VI § 1 AC).
Ehemals römisch-katholische Kleriker, die zur Anglikanischen Kirche übergetreten sind, dürfen in den Ordinariaten keine Klerikerdienste ausüben (Art. 6 § 2 der Ergänzenden Normen).

#### Sonstige Rechte und Pflichten
Die Priester der Ordinariate haben alle Rechte, die auch ein gewöhnlicher Diözesanpriester besitzt. Er ist in das Ordinariat inkardiniert und hat somit Anspruch auf eine entsprechende Versorgung, die der Ordinarius sicherzustellen hat (Art. 7 § 1 der Ergänzenden Normen).
Die Priester des Ordinariats können in den Priesterrat der Diözese gewählt werden, Priester und Diakone können außerdem dem Diözesanpastoralrat angehören (Art. 8 der Ergänzenden Normen).
Wenn es die pastorale Sorge erfordert, sollen die Kleriker des Ordinariats auch in der Seelsorge der Diözese aushelfen. In diesem Fall unterstehen sie dem jeweiligen Diözesanbischof.

#### Frühere anglikanische Bischöfe
Verheiratete frühere anglikanische Bischöfe können zu Ordinarien ernannt werden. In diesem Fall empfängt er die Priesterweihe und kann über das Ordinariat volle Jurisdiktion ausüben (Art. 11 § 1 der Ergänzenden Normen).
Ehemalige anglikanische Bischöfe, die einem Ordinariat beigetreten sind, können berufen werden, dem Ordinarius in der Verwaltung des Ordinariats zu helfen. Sie sind auch eingeladen, an den Sitzungen der jeweiligen Bischofskonferenz teilzunehmen, mit dem Status eines emeritierten Bischofs. Ebenso können sie beim Apostolischen Stuhl um die Erlaubnis nachfragen, sich der bischöflichen Insignien zu bedienen.

### Kompetenzen des Ordinarius
Mit Zustimmung des Apostolischen Stuhls kann der Ordinarius, wie jeder Diözesanbischof auch, Ordensinstitute und Gemeinschaften des Apostolischen Lebens errichten. Von der anglikanischen Kirche übertretende Institute und Gemeinschaften können unter seine Jurisdiktion gestellt werden.
Des Weiteren kann der Ordinarius, nachdem er den Diözesanbischof angehört hat, mit Zustimmung des Apostolischen Stuhls Personalpfarreien errichten.
Wie jeder Bischof einer Diözese hat der Ordinarius die Pflicht, alle fünf Jahre zum Ad-limina-Besuch in Rom zu erscheinen.

### Gerichtswesen
Zuständiges Gericht ist das Diözesangericht, in dem die beiden Streitparteien wohnen, es sei denn, das Ordinariat hat ein eigenes Gericht eingerichtet. In diesem Fall ist vom Ordinarius ein Gericht zweiter Instanz zu bestimmen; die Bestimmung ist vom Apostolischen Stuhl zu genehmigen.

### Übertritt in ein Personalordinariat
Der Übertritt von der Anglikanischen Gemeinschaft in ein Personalordinariat muss durch schriftliche Erklärung dokumentiert werden (Abschnitt IX. AC).

## Ordinariate
Gemäß den Normen von Anglicanorum coetibus wurden am 15. Januar 2011 das Personalordinariat Unserer Lieben Frau von Walsingham für Großbritannien, am 1. Januar 2012 das Personalordinariat Kathedra Petri für die USA und am 15. Juni 2012 das Personalordinariat Unserer Lieben Frau vom Kreuz des Südens für Australien errichtet.
Mit Datum vom 19. März 2019 erließ die Glaubenskongregation ergänzende Normen zu Anglicanorum coetibus.